# Блиновские
Блино́вские (Blinówski) — польский и малороссийский дворянский род.
Род принадлежит к рыцарскому гербу Остоя (древнейшему в Польше), является herbowni (klejnotni)- шляхтой одного герба (представителя данного клана). Упоминается в книгах: Гербовники Несецкого и Бонецкого, а также в Волынском гербовнике.
Представители рода владели имениями, преимущественно в Люблинском и Волынском воеводствах на территории Польши (и Украины в составе Польши), а также Малороссии и Царстве Польском в составе Российской империи.
Точное происхождение рода на данный момент неизвестно, однако, можно точно сказать, что право на ношение рыцарского герба и привилегии, связанные с этим, предоставлялись за храбрость и выдающиеся заслуги в бою.
- Одно из ранних упоминаний (из доступных источников) про род Блиновских относится к XV веку: Ян Длугош ((1415—1480), известный историк, дипломат, наставник детей короля Казими́ра IV Ягеллона, архиепископ львовский) упоминает о Яне (Janie) Блиновском, владельце деревни Charzowice Сандомирского повята (уезда) во второй половине XV века.
- В книгу записи привелеев, данин и подтверждений занесена подтвердительная грамота короля Сигизмунда I Старого (1467—1548) от 1531 года королевскому дворянину Габриэлю Блиновскому (Gabriel Blinowski) и его наследникам в Люблине.
- Анжей Блиновский (Andrzej (Jedrzej) Blinowski) герба Остоя, в 1547 году был кантором Крузвицким, затем в 1557 году стал каноником Влоцлавским, епископом Маргаританским и затем суффраганом (Викарным епископом) Куявским (владел усадьбой Уломие [Ulómie], в районе Влоцлавек и поместьем Suchodolska). Был королевским секретарём на сейме 1564 г, а также уполномоченным по исполнению королевских люстраций (komissartz do lustracyi dobr krolewskich) в Великой Польше.
- Блиновские владели деревней Грабиновичи (Grabianowic) в Люблинском воеводстве, в 1590 г.
- Владели деревней Chlaniów (Красноставский повят, Люблинское воеводство) в 1639 г.
- Aleksander Blinowski владел деревней Uher- под Хельмом в 1671 г.

## Упоминания представителей в России
- Иван Блиновский

«…в 1683 году Иван Блиновский был конюхом у потешных лошадей Но года через полтора, по росписи 1685 г. марта 31, когда эти потешные конюхи были взяты уже прямо в потешные пушкари» (М.Погодин. Происхождение Преображенского полка и с ним гвардии).
(1702 г Бомбардирская рота Петра Великого). «В московской мастерской работал бомбардир Иван Блиновский» (Александр Шарымов. Предыстория Санкт-Петербурга. 1703 год. Книга исследований). (В списке бомбардиров, под номером 1 был сам царь Пётр).
- Блиновский Юзеф [Blinowski Józef] являлся военнопленным Великой армии Наполеона, состоял на службе Линейного Сибирского казачьего войска.
- Блиновский Тимофей Ефимович 09.06.1881

В составе 13- го флотского экипажа Российского императорского Флота за 1903 год, служил на броненосце береговой обороны «Адмирал Сенявин». [участвовал в Цусимском сражении 15 (28) мая 1905 г].
- Блиновский Юзеф Адамович (1900—1972) — Доктор Медицинских Наук (г. Ташкент), урождённый г. Гранов, Гайсинского уезда, Подольской губернии